# Ortung
Als Ortung werden Verfahren bezeichnet, mit denen die räumliche Position entfernter Objekte im Verhältnis zum Beobachter ermittelt wird. In der Regel wird hierbei in bestimmter Richtung eine Distanzmessung vorgenommen. Dafür können Signale ausgesandt werden, die vom zu ortenden Objekt durch Reflexion zurück an den Sender gelangen, so etwa Licht oder Schallwellen.
Bekannte Beispiele für aktive Ortungsvorgänge mittels Schallwellen sind die Ortungsrufe der Fledermäuse und technische Verfahren wie das (aktive) Sonar bzw. das Echolot. Aktive Verfahrenstechniken mittels elektromagnetischer Wellen sind das Radar und die elektrooptische Entfernungsmessung.
In weitem Sinn wird auch die Lokalisation anhand (passiv) empfangener Signale oft eine Ortung genannt. Beispiele hierfür sind die Ortung innerhalb eines globalen Navigationssatellitensystems (etwa Global Positioning System, GPS), die GSM-Ortung im Mobilfunknetz sowie die WLAN-basierte Ortung, welche vor allem in Innenräumen eingesetzt wird. Weitere Beispiele sind die Ortung einer seismischen Quelle anhand aufgezeichneter seismischer Wellen bei der Lagebestimmung von Erdbebenherden und die auditorische Lokalisation einer Schallquelle beim Hören.
Im Unterschied zur Ortung wird unter Ortsbestimmung die Bestimmung des (eigenen) Standorts verstanden. Diese gelingt bezüglich eines übergeordneten oder globalen Koordinatensystems und der Bezugspunkte eines Referenzsystems erst auf der Grundlage mehrerer Messungen und anschließender Berechnungen (siehe auch Navigation).